# Hornby (Richmondshire)
Pour les articles homonymes, voir Hornby.
Hornby est un village et une paroisse civile du Yorkshire du Nord, en Angleterre.